# Orluis Aular
Orluis Alberto Aular Sanabria (* 5. November 1996 in Nirgua) ist ein venezolanischer Radrennfahrer.

## Sportliche Laufbahn
Nachdem Aular durch Podiumsplatzierungen bei den venezolanischen Rundfahrten Vuelta al Táchira und Vuelta Ciclista a Venezuela auf sich aufmerksam gemacht hatte, wurde er 2017 Mitglied im Start Cycling Team. Für das Team gewann er 2018 eine Etappe der Vuelta Ciclista a Venezuela.
Zur Saison 2019 wechselte Aular zum japanischen UCI Continental Team Matrix Powertag und hatte mit dem Team seine bisher erfolgreichste Saison. Er gewann insgesamt zehn Etappen bei verschiedenen Rundfahrten und stand insgesamt 24 mal auf dem Podium. Dabei entschied er auch die Gesamtwertung der Vuelta Ciclista a Venezuela sowie der Tour de Kumano für sich. National wurde er im Einzelzeitfahren erstmals venezolanischer Meister in der Elite.
Aufgrund seiner Ergebnisse erhielt Aular zur Saison 2020 einen Vertrag beim UCI ProTeam Caja Rural-Seguros. 2020 verteidigte er den Sieg in der Gesamtwertung bei der Vuelta Ciclista a Venezuela, die in diesem Jahr nicht im Kalender der UCI stand. Aular war Teilnehmer bei den Olympischen Sommerspielen 2020 im Straßenrennen, das er jedoch nicht beenden konnte. Nachdem er 2021 ohne Sieg geblieben war, gewann er Anfang 2022 innerhalb von einer Woche die Classica da Arrábida sowie zwei Etappen und die Gesamtwertung der Volta ao Alentejo. Es folgten die nationalen Meistertitel im Straßenrennen und im Einzelzeitfahren sowie der Gewinn des Straßenrennens bei den Südamerikaspielen 2022.
2023 gewann Aular unter anderem bei der Kroatien-Rundfahrt und das Straßenrennen der Männer bei den Zentralamerika- und Karibikspielen. Bei der Vuelta a España 2023 trat er erstmals bei einer Grand Tour an, auf der siebten Etappe verpasste er als Zweiter nur knapp einen Etappenerfolg. Zur 13. Etappe konnte er krankheitsbedingt nicht mehr antreten. 2024 vertrat er Venezuela erneut im olympischen Straßenrennen und belegte den 53. Platz. Mit mehreren Erfolgen im Verlauf der Saison war er 2024 wie im Vorjahr der erfolgreichste Fahrer seines Teams.
Zur Saison 2025 erhielt Aular einen Vertrag beim UCI WorldTeam Movistar.

## Erfolge
2014
- Venezolanischer Meister – Straßenrennen (Junioren)

2016
- eine Etappe Vuelta al Táchira

2018
- eine Etappe Vuelta Ciclista a Venezuela

2019
- eine Etappe und Punktewertung Vuelta al Táchira
- Gesamtwertung, eine Etappe und Punktewertung Tour de Kumano
- zwei Etappen und Punktewertung Vuelta Ciclista a Miranda
- Gesamtwertung, fünf Etappen, Punktewertung und Bergwertung Vuelta Ciclista a Venezuela
- Venezolanischer Meister – Einzelzeitfahren

2020
- Gesamtwertung und drei Etappen Vuelta Ciclista a Venezuela

2022
- Classica da Arrábida
- Gesamtwertung, zwei Etappen und Punktewertung Volta ao Alentejo
- Punktewertung Boucles de la Mayenne
- Panamerika-Meisterschaften – Einzelzeitfahren
- Venezolanischer Meister – Straßenrennen und Einzelzeitfahren
- Südamerikaspiele – Straßenrennen

2023
- Classica da Arrábida
- Gesamtwertung und Punktewertung Volta ao Alentejo
- Gesamtwertung und eine Etappe Kroatien-Rundfahrt
- Venezolanischer Meister – Straßenrennen und Einzelzeitfahren
- Zentralamerika- und Karibikspiele – Straßenrennen
- Zentralamerika- und Karibikspiele – Einzelzeitfahren

2024
- Venezolanischer Meister – Einzelzeitfahren
- Panamerika-Meisterschaften – Einzelzeitfahren
- Gesamtwertung und eine Etappe Grande Prémio Internacional de Torres Vedras
- eine Etappe Tour du Limousin
- Trofeo Matteotti

2025
- Venezolanischer Meister – Straßenrennen, Einzelzeitfahren

## Grand Tour-Platzierungen
| Grand Tour            | 2023 | 2024 |
| --------------------- | ---- | ---- |
| Giro d’ItaliaGiro     | –    | –    |
| Tour de FranceTour    | –    | –    |
| Vuelta a EspañaVuelta | DNF  | –    |